# Ибарра, Франсиско де
Франсиско де Ибарра (баск. Ibarrako frantzisko, исп. Francisco de Ibarra; 1539, Эйбар, Гипускоа, Страна Басков, Испания — 3 июня 1575, Пануко, Новая Испания) — испанский баскский исследователь, основатель города Виктория-де-Дуранго и губернатор испанской провинции Новая Бискайя на территории современных Дуранго и Чиуауа.

## Биография
Франсиско де Ибарра родился около 1539 года в Эйбаре. В молодости он отправился в Мексику и по рекомендации и при финансовой поддержке своего дяди, конкистадора и богатого владельца шахт Диего де Ибарры, в 1554 году возглавил экспедицию по исследованию северо-запада от Сакатекаса. Молодой Ибарра обнаружил серебро в окрестностях современного Фреснильо, но не стал его разрабатывать. Он продолжил исследования и основал города Сан-Мартин и Авиньо, где серебряные рудники сделали его владельцем шахт. Экспедиция Ибарры в Сакатекас была позже задокументирована испанским историком Бальтасаром Обрегоном, который путешествовал с Ибаррой в 1554 году.
В 1562 году Ибарра возглавил ещё одну экспедицию, чтобы продвинуться дальше на северо-запад Мексики. В частности, он искал легендарный золотой город Копалу. Он не нашёл мифическое сокровище, но исследовал и завоевал территорию, которая сейчас является мексиканским штатом Дуранго. Ибарра был назначен губернатором недавно образованной провинции Новая Бискайя в 1562 году, а в следующем году основал Виктория-де-Дуранго в качестве её столицы.
В 1564 году Ибарра, следуя слухам о богатых залежах полезных ископаемых, пересек Западную Сьерра-Мадре, чтобы завоевать территорию, которая сейчас является южной частью Синалоа. Золотоискатели обнаружили на новой территории серебряные жилы, и в 1565 году де Ибарра основал города Пануко и Копала.
В 1567 году солдаты под командованием Ибарры исследовали северную часть Дуранго и основали город Санта-Барбара на территории современной Чиуауа для добычи найденного там серебра.
Франсиско де Ибарра умер 3 июня 1575 года в Пануко, одном из основанных им городов, где добывали серебро.